# Tilly Fleischerová
Ottilie (Tilly) Fleischer (2. října 1911, Frankfurt nad Mohanem – 14. července 2005 Lahr) byla německá atletka, olympijská vítězka v hodu oštěpem.
Největších úspěchů dosáhla jako oštěpařka, ale věnovala se i jiným atletickým disciplínám (hodu diskem nebo sprintům). Na olympiádě v Los Angeles v roce 1932 skončila mezi oštěpařkami třetí, o čtyři roky později v Berlíně zvítězila výkonem 45,18 m. Krátce poté ukončila aktivní sportovní kariéru.